# Semiothisa fulvida
Semiothisa fulvida är en fjärilsart som beskrevs av W. Warren 1905. Semiothisa fulvida ingår i släktet Semiothisa och familjen mätare. Inga underarter finns listade i Catalogue of Life.